# جیجاق‌های کاکلی
جیجاق‌های کاکلی (نام علمی: Cyanocorax) نام یک سرده از تیره کلاغان است.

## گونه‌ها
- جیجاق کاکل‌بلند،  Cyanocorax melanocyaneus
- جیجاق سان‌بلاس،  Cyanocorax sanblasianus
- جیجاق یوکاتان،  Cyanocorax yucatanicus
- جیجاق پشت‌بنفش،  Cyanocorax beecheii
- جیجاق بنفشه‌رنگ،  Cyanocorax violaceus
- جیجاق لاجوردی،  Cyanocorax caeruleus
- جیجاق بنفش‌فام،  Cyanocorax cyanomelas
- جیجاق کاکل‌فری،  Cyanocorax cristatellus
- جیجاق کاکلی،  Cyanocorax dickeyi
- جیجاق سینه‌سیاه،  Cyanocorax affinis
- جیجاق دم‌سفید،  Cyanocorax mystacalis
- جیجاق فلفلی،  Cyanocorax cayanus
- جیجاق پس‌سرلاجوردی،  Cyanocorax heilprini
- جیجاق کاکل‌مخملی،  Cyanocorax chrysops
- جیجاق سفیدگردن،  Cyanocorax cyanopogon
- جیجاق سبز،  Cyanocorax yncas
  - Inca jay, Cyanocorax (yncas) yncas
  - Green jay, Cyanocorax (yncas) luxuosus
- Campina jay, Cyanocorax hafferi[۱]